# قبلة (هايز)
قبلة هي لوحة زيتية للفنان الإيطالي فرانشيسكو هايز رسمها عام 1859 وهي متواجدة حالياً في معرض بيناكوتيكا دي بريرا، ميلانو في إيطاليا.